# Fotogramas de Plata 1991
La 42a cerimònia de lliurament dels Fotogramas de Plata 1991, lliurats per la revista espanyola especialitzada en cinema Fotogramas, va tenir lloc el 24 de febrer de 1992 a la discoteca Joy Eslava. El mestre de cerimònies fou l'humorista Ángel Garó.

## Candidatures

### Millor pel·lícula espanyola
| Pel·lícula | Director       | Resultat   |
| ---------- | -------------- | ---------- |
| Amantes    | Vicente Aranda | Guanyadora |

### Millor pel·lícula estrangera
| Pel·lícula   | Director             | Resultat   |
| ------------ | -------------------- | ---------- |
| El padrí III | Francis Ford Coppola | Guanyadora |

### Millor actriu de cinema
| actriu         | Pel·lícula                      | Resultat   |
| -------------- | ------------------------------- | ---------- |
| Victoria Abril | Amantes Tacones lejanos Sandino | Candidata  |
| Sílvia Munt    | Alas de mariposa                | Candidata  |
| Marisa Paredes | Tacones lejanos                 | Guanyadora |
| Maribel Verdú  | Amantes                         | Candidata  |

### Millor actor de cinema
| Actor            | Pel·lícula                                                                                     | Resultat  |
| ---------------- | ---------------------------------------------------------------------------------------------- | --------- |
| Fernando Guillén | Don Juan en los infiernos El invierno en Lisboa Martes de Carnaval Què t'hi jugues, Mari Pili? | Guanyador |
| Gabino Diego     | El rey pasmado La noche más larga Fuera de juego La viuda del capitán Estrada                  | Candidat  |
| Jorge Sanz       | Amantes                                                                                        | Candidat  |
| Juan Diego       | El rey pasmado La noche más larga Martes de Carnaval                                           | Candidat  |

### Millor actor de televisió
| Actor            | Sèrie de televisió       | Resultat  |
| ---------------- | ------------------------ | --------- |
| Achero Mañas     | Una hija más             | Candidat  |
| Juanjo Puigcorbé | La huella del crimen     | Candidat  |
| Juan Echanove    | Las chicas de hoy en día | Guanyador |
| Manuel Bandera   | Réquiem por Granada      | Candidat  |

### Millor actriu de televisió
| Actriu               | Sèrie de televisió       | Resultat   |
| -------------------- | ------------------------ | ---------- |
| Carme Conesa         | Las chicas de hoy en día | Guanyadora |
| Aitana Sánchez-Gijón | La huella del crimen     | Candidata  |
| Diana Peñalver       | Las chicas de hoy en día | Candidata  |
| Mercè Sampietro      | Una hija más             | Candidata  |

### Millor intèrpret de teatre
| Intèrpret/Companyia | Muntatge                                                     | Resultat  |
| ------------------- | ------------------------------------------------------------ | --------- |
| Àngels Gonyalons    | Memory                                                       | Candidata |
| Tricicle            | Terrrific                                                    | Guanyador |
| Amparo Larrañaga    | La pasión de amar Una pareja singular                        | Candidata |
| José Luis Pellicena | Entre las ramas de la arboleda perdida Las comedias bárbaras | Candidata |